# Convair F-102
O Convair F-102, caça a jato interceptador, desenvolvido no nos anos 50 do século XX, era parte integrante da força de defesa montada pela USAF. Entrou em serviço em 1956, na Guerra Fria, com a função de interceptar os bombardeiros Soviéticos.
Substituiu caças subsônicos, como o Northrop F-89 Scorpion, no início dos anos 60 do século XX, entrou em ação no Vietnam, como escolta de bombardeiros e em missões de ataque ao solo.
Muitos do F-102s foram transferidos para a Guarda Aerea Nacional a partir da metade dos anos 60, ficando em serviço até 1976.
O protótipo YF-102 fez seu primeiro voo em 24 outubro 1953, mas foi perdido em um acidente nove dias mais tarde. O segundo avião voou em 11 janeiro 1954, tendo um mal desempenho. O arrasto aerodinâmico era muito elevado, limitando o caça a uma velocidade de 1200 km/h, com um teto de 14.630 m, abaixo das exigências. O projeto foi revisado e em 20 dezembro 1954 voou o YF-102A alcançando Mach 1.22 e um teto de 16.154 m, oque era suficiente para o início da produção do F-102, a partir desta data, os F-102 possuíam sistema de controle de fogo Hughes MG-3, mais tarde recebeu o MG-10.
O armamento inicial  era de três pares de mísseis Falcon GAR-1, com sistema infravermelho e radar semi-ativo, dois compartimentos, cada um com 12 tubos para foguetes 70 mm. Mais tarde o F-102 foi preparado para o uso da bomba nuclear Falcon GAR-11. O sucessor do F-102, foi projetado para utilizar o motor J67, logo após substituído pelo motor J75 da Whitney & de Pratt, havendo muitas mudanças aerodinâmicas que incluíam entrada de ar com geometria variável, resultando em um projeto inteiramente novo que foi nomeado F-106 Delta Dart.
O F-102 serviu no Vietnã em patrulhas e como escolta de bombardeiros. Um total de 15 aviões foram perdidos, um em combate aéreo, diversos devido a artilharia antiaérea e o restante em acidentes. Durante uma destas missões um F-102 derrubou um Mig-21 norte vietnamita, e um dos F-102 também foi abatido, mas nada foi gravado, sendo está a única perda durante a Guerra do Vietnã. O F-102 tornou-se razoavelmente pesado para o ataque ao solo, devido a necessidade de transportar 24 foguetes de 70 mm, esta arma foi usada com bons resultados contra alvos norte vietnamita, mísseis semi ativo Falcon foi usado com ajuda de um infravermelho de busca instalado no nariz do F-102, onde foi empregado em ataques noturnos contra a trilha Ho Chi Minh, os F-102 ficaram em operação no Vietnã até 1968, retornando para os Estados Unidos.
Em 1973, seis aviões foram convertidos, simulando caças MiG-21. Um programa converteu centenas de F-102 em alvos para aviões F-4, F-106, F-15 e testes de misseis PATRIOT do Exército. Os F-102 e os TF-102 foram exportados para a Turquia e Grécia, que foram usados em combate durante a invasão turca em 1974, no Chipre. Houve reivindicações de combates aéreos entre F-5 gregos e F-102 turcos. Os gregos reivindicaram ter abatido dois F-102, já os turcos reivindicam o abate de um F-5, entretanto, ambos os lados negam perdas. O F-102 foi aposentado de ambas forças aéreas em 1979. O F-102 deixou o serviço nos Estados Unidos em 1976, já o último F-102 alvo foi destruído em 1986.
Nenhum F-102 permanece em condições de voo, embora muitos possam ser vistos em museus.